# Polycarena
Polycarena, biljni rod iz porodice Scrophulariaceae (strupnikovke), dio je tribusa Limoselleae, potporodica Scrophularioideae. 
Postoji 17 priznatih vrsta iz Južne Afrike (Južna Afrika i Namibija). Tipična vrsta je jednogodišnja biljka Polycarena capensis iz provincije Western Cape. Dvije vrste su rijetke, tri ugrožene, od njih jedna kritično. 

## Etimologija
Latinsko ime roda dolazi od grčkog za "mnogo" i "glava"; pozivajući se na mnoge terminalne grozdove cvjetova nekih vrsta.

## Opis
Zeljasto bilje, rjeđe grmovi.

## Vrste
1. Polycarena aemulans Hilliard
2. Polycarena aurea Benth.
3. Polycarena batteniana Hilliard
4. Polycarena capensis (L.) Benth.; tip.
5. Polycarena comptonii Hilliard; Poznata iz zbirke tipova koju je napravio Compton u Whitehillu 1941. godine. Stanište i rasprostranjenost ove vrste su premalo poznati da bi se mogli procijeniti. Može biti potencijalno ugrožena prekomjernom ispašom stoke.
6. Polycarena exigua Hilliard; rijetka
7. Polycarena filiformis Diels; rijetka
8. Polycarena formosa Hilliard
9. Polycarena gilioides Benth.; Nedostatak podataka - taksonomski problematična.
10. Polycarena gracilis Hilliard
11. Polycarena lilacina Hilliard
12. Polycarena nardouwensis Hilliard; ugrožena
13. Polycarena pubescens Benth.
14. Polycarena rariflora Benth.
15. Polycarena silenoides Harv. ex Benth.; kritično ugtrožena
16. Polycarena subtilis Hilliard; ugrožena
17. Polycarena tenella Hiern